# Dàlek
Els dàleks (/ˈdɑːlɛks/) són membres d'una raça extraterrestre fictícia de mutants de la sèrie de televisió britànica de ciència-ficció Doctor Who. Els dàleks van ser creats per l'escriptor de ciència-ficció Terry Nation i van aparèixer per primera vegada a la sèrie de Doctor Who The Daleks l'any 1963. El disseny dels personatges va anar a càrrec de Raymond Cusick.
Els dàleks són grotescs organismes mutants del planeta Skaro. Nation va descriure els dàleks com uns extraterrestres-ciborgs violents, sense pietat ni remordiments i basant-se en l'exemple real dels nazis, que exigien la total conformitat amb els seus principis, volien conquerir l'univers i exterminar a les races inferiors. També són, col·lectivament, els més grans enemics extraterrestres del senyor del temps conegut com el Doctor. La seva frase més cèlebre és "EX-TER-MI-NAR!", cridant cada síl·laba de manera estrident amb una frenètica veu electrònica ( escolteu-ne una mostra (?·pàg.)).
En la trama de la sèrie els dàleks van ser creats pel científic Davros durant els últims anys d'una guerra de mil anys entre el seu poble, els kaleds, i els seus enemics, els thals. En aquell moment alguns kaleds ja havien mutat a causa dels danys de la guerra nuclear, així que Davos va modificar-los per tal d'integrar-los en una carcassa robòtica semblant a un tanc, eliminant-ne totes les emocions tret de l'odi. Aquests nous éssers aviat es van autopercebre com la raça suprema de l'univers i van començar a perseguir l'objectiu de fer una purga de tota vida diferent a la dàlek. Més endavant, els dàleks van adquirir tecnologia per a viatjar en el temps i es van enfrontar als senyors del temps en una brutal Guerra del Temps, amb batalles que van afectar la major part de l'univers i que es van desenvolupar al llarg de tota la història.
Són els malvats més populars de la sèrie i han anat retornant de forma recurrent al llarg de les diverses temporades.

## Creació
Els dàleks van ser creats per l'escriptor Terry Nation i dissenyats per Raymond Cusick. Van aparèixer per primera vegada a les sèries de Doctor Who el desembre de 1963 i van convertir-se immediatament en un èxit, apareixent en diverses temporades de les sèries i en dues pel·lícules de la saga.

## Presència en la cultura popular britànica
Els dàleks han passat a formar part de la cultura popular britànica gràcies a la seva gran popularitat, fins i tot entre els no-espectadors. El mot "dàlek" ha estat inclòs en la majoria de diccionaris, incloent-hi l'Oxford English Dictionary, que defineix "dàlek" com un "tipus de robot aparegut a Dr. Who [sic.], una sèrie de ciència-ficció de la BBC". Algunes vegades s'utilitza el terme metafòricament per a descriure persones, normalment figures d'autoritat que actuen com robots. També existeixen algunes dites populars com ara "Amagar-se darrere el sofà quan apareixen els dàleks".
El desembre de 1964 el dibuixant Leslie Gilbert Illingworth va publicar una vinyeta al Daily Mail anomenada "The Degaullek", caricatura del president francès Charles de Gaulle arribant a una reunió de l'OTAN caracteritzat com un dàlek amb el nas prominent del president.
L'any 1999 un dàlek fotografiat per Lord Snowdon va aparèixer en un segell.
En una enquesta feta l'any 2008 nou de cada deu nens britànics van saber identificar un dàlek correctament.
L'any 2010 els lectors de la revista de ciència-ficció SFX van votar als dàleks com el millor monstre de tots els temps, superant a personatges tan cèlebres com Godzilla i Gòl·lum.

## Característiques físiques
Externament els dàleks són com salers de mida humana amb un visor mecànic sobre una base rotatòria, una pistola d'energia similar a una batedora, i un braç manipulador telescòpic amb un apèndix semblant a un desembussador. Els dàleks utilitzen aquests últims per causar interferències, esclafar cranis humans per succió, mesurar la intel·ligència dels individus, i extreure informació de la ment humana. Les seves carcasses estan fetes d'un aliatge de policarbit anomenat "dalekanium".
La meitat inferior de la carcassa dels dàleks està coberta per protrusions hemisfèriques. Tant el Dalek Book (1964) com el The Doctor Who Technical Manual (1983) descriuen aquests elements com a part d'una matriu sensorial, mentre que en l'episodi de la sèrie 2005 "Dalek", són parts componnents del seu mecanisme d'autodestrucció. La seva armadura té un camp de força que vaporitza la majoria de bales i resisteix la majoria dels tipus d'armes energètiques. El camp de força sembla estar concentrat al voltant de la part central del dàlek (on es troba el mutant). Els dàleks tenen un camp visual molt limitat, sense visió perifèrica, pel qual és relativament fàcil d'amagar-se'n en llocs extensos. Les seves pròpies armes són capaces de causar la seva destrucció, i disparen un raig que elèctric capaç de propagar-se a través de l'aigua en forma de plasma o electrolàser. El visor és el punt més vulnerable del dàlek; perjudicar la seva visió sovint els condueix a disparar a cegues mentre exclamen amb pànic "La meva visió es veu afectada, no hi puc veure".
La criatura dins de la carcassa mecànica és suau i repulsiva en aparença i cruel en el temperament. En la seva primera aparició el mutant dàlek es va representar com una urpa sorgint de sota un mantell thal després d'haver estat arrencat de la seva carcassa. L'aparença real dels mutants ha anat variant al llarg del temps, però sovint coincideix amb la descripció del Doctor a Remembrance of the Daleks com "petites bombolles verdes dins una armadura d'aliatge de policarbit". A Remembrance of the Daleks hi trobem dues aparences diferents que corresponen a les dues faccions dàlek (Imperial i Renegade): una és una criatura amorfa, i l'altra és semblant a un cranc. Com que la criatura a l'interior rarament es veu a la pantalla, es té la creença errònia que els dàleks són robots completament mecànics. A la nova sèrie els dàleks es tornen a presentar com a mol·luscs amb petits tentacles, un o dos ulls i el cervell a la vista.
Les veus dels dàleks són electròniques; fora de la seva carcassa el mutant només és capaç de xisclar. Un cop eliminat el mutant, la pròpia carcassa pot ser operada per humanoides. Per exemple, a The Daleks, Ian Chesterton (William Russell) entra a una closca de dàlek per fer-se passar per guàrdia com a part d'un pla de fugida.
Durant molts anys es va suposar que, a causa del seu disseny i moviment, els dàleks no podien pujar escales, i això era la manera més senzilla d'escapar-se'n. Una caricatura de Punch va representar un grup de dàleks als peus de les escales d'un avió amb el títol: "Bé, això segurament anul·la el nostre pla per conquerir l'Univers". En una escena de la sèrie Destiny of the Daleks, el Doctor i els seus companys escapen dels dàleks pujant a un conducte de sostre. El quart Doctor es preguntava: "Si se suposa que sou la raça superior de l'univers, per què no intenteu pujar darrere nostre?". Els dàleks en general compensen la seva manca de mobilitat amb una potència de disparar espectacular. Els fanàtics de Doctor Who solen dir: "Els dàleks de veritat no pugen escales, destrueixen l'edifici". La mobilitat dels dàleks ha millorat al llarg de la història de la sèrie: en la seva primera aparició, només es podien desplaçar pels terres metàl·lics magnètics de la seva ciutat; a The Dalek Invasion of Earth un dàlek emergeix de les aigües del riu Tàmesi, evidenciant que no només havien aconseguit tenir llibertat de moviments, sinó que també eren amfibis. A Planet of the Daleks podem veure que també es poden moure verticalment gràcies a una catifa anti-gravetat externa; a Revelation of the Daleks un dels dàleks de Davros apareix flotant i és capaç de pujar una escala. Malgrat tot, sovint es fa referència a la impossibilitat de pujar escales dels dàleks. Fins i tot un episodi de 2005 va utilitzar el mateix tòpic per fer broma, on els protagonistes es van sorprendre quan els dàleks van començar a baixar les escales. Les noves sèries mostren als dàleks totalment capaços de volar, fins i tot a través de l'espai.

### Detalls tècnics
La forma no-humanoide dels dàleks va contribuir a millorar l'aparença amenaçant les criatures. La manca de referents els diferenciava del tradicional "monstre d'ulls sortits" típics de la ciència-ficció, fet que el creador de Doctor Who, Sydney Newman, volia evitar. La inquietant forma del dàlek, juntament amb les seves veus alienígenes, va fer creure a molts que eren totalment mecànics i que s'operaven per control remot.
De fet, els dàleks es controlaven des de l'interior per petits operadors que controlaven els visors, rotors i braços, així com les llums intermitents en sincronització amb el sistema de veu. Les carcasses es componien de dues parts; l'operador treballava des de la part inferior, mentre que la part superior només feia de coberta. Els operadors observaven a través dels dos pilars cilíndrics sota la cúpula, folrats amb malla per amagar-los les cares durant el rodatge.
A més de ser caloroses i estretes, les carcasses dels dàleks tampoc deixaven sentir els sons externs, cosa que complicava escoltar les ordres del director o els diàlegs del rodatge. John Scott Martin, un operador de dàlek de la sèrie original, va dir que era un desafiament: "Havies de tenir sis mans: una pel visor, una per les llums, una per la pistola, una altra pel fum, una altra pel desembussador. Hagués estat útil ser parent d'un pop."
Pel revival de Doctor Who del segle XXI (2005), les carcasses de dàlek van mantenir la mateixa aparença que les anteriors però es van redissenyar molts dels detalls per donar-los un aspecte més pesat i sòlid. Els canvis incloïen una base més gran i més apuntada, un ull brillant, un acabat metàl·lic de metall (especificat per Davies), tires gruixudes i punxegudes al coll, una estructura pel visor i unes llums per a la cúpula molt més grans. En aquest cas, la part inferior continuava sent manipulada per un operari, mentre que el casc i el visor s'operaven per control remot. Una tercera persona, Nicholas Briggs, els posava la veu. L'any 2010 va aparèixer un model més gran representat en diversos colors per simbolitzar la jerarquia de comandaments dàlek.

#### Moviment
La idea original de Terry Nation era que els dàleks llisquessin sobre el terra. Les primeres versions dels dàlek tenien de niló accionades per l'operador. Aquesta estructura anava bé pel rodatge als estudis de la BBC, però es van haver d'adaptar per poder filmar als carrers de Londres per The Dalek Invasion of Earth. És per això que el dissenyador Spencer Chapman va construir noves carcasses de dàlek sobre tricicles en miniatura amb rodes més robustes amagades sota la base original. Tanmateix, va ser impossible eliminar el soroll que generaven sobre les lloses desiguals del centre de Londres. També es va afegir una petita antena parabòlica a la part posterior de la carcassa per explicar per què aquests dàleks, a diferència dels de la seva primera sèrie, no eren dependents de l'electricitat estàtica transmesa a través del terra de la seva ciutat i a través de la qual es podien moure.
Les versions posteriors ja van tenir rodes més eficients però continuaven sent tan pesats que en rodatges amb rampes havien de ser empesos per tècnics fora de càmera. Tot i això i la dificultat de moure totes les peces del dàlek s'ha solucionat en mesura en les noves temporades gràcies al control remot de la cúpula.

#### Veu
Els actors de doblatge Peter Hawkins i David Graham van ser els encarregats de desenvolupar la veus dels dàleks, que es caracteritzava per una articulació en staccato, el to dur i la inflexió. Posteriorment les veus van ser processades electrònicament per Brian Hodgson a la BBC Radiophonic Workshop. Encara que els dispositius exactes de processament de so utilitzats han variat, l'efecte original de 1963 va utilitzar l'equalització per augmentar el rang mitjà de la veu dels actors i la va sotmetre a un modulació d'ona sinusoidal de 30 Hz. El timbre vocal característic d'aquesta producció ha seguit sent el model per a totes les veus de dàlek a excepció dels que apareixen a Revelation of the Daleks 1985, en la qual el director Graeme Harper va voler utilitzar menys distorsió.
Entre els actors encarregats de donar veu als dàleks, a part de Hawkins i Graham, trobem a Roy Skelton, Michael Wisher, Royce Mills, Brian Miller, Oliver Gilbert, Peter Messaline, John Leeson, Terry Molloy i David Gooderson. Nicholas Briggs dona veu als dàleks des de 2005 parlant a un micròfon directament connectat a un modulador de veu.

#### Construcció
Com que la construcció dels dàleks era molt cara, en escenes on apareixien molts dàleks alguns d'ells se substituïen per rèpliques de fusta o fotografies a mida real. A vegades fins i tot s'havien utilitzat rèpliques de joguina que es comercialitzaven llavors creades per Louis Marx & Co and Herts Plastic Moulders Ltd.
En la primera sèrie (1963) es disposava de quatre dàleks totalment operatius. L'empresa encarregada de construir-los va ser Shawcraft Engineering, a qui es va encarregar la construcció de 20 dàleks més per a les pel·lícules de 1965 i 1966. Alguns d'aquests dàleks es van reaprofitar en el rodatge de les sèries de televisió, i d'altres es van oferir com a premi en diverses competicions i actes benèfics. Alguns exemplars van aguantar fins a l'any 1988, però van haver de ser retirats després d'anys d'emmagatzematge i repintat.
En l'època del sisè Doctor es van crear nous dàleks en fibra de vidre. Aquests models eren menys pesats i més barats que els seus predecessors. També hi va haver alguns canvis en el disseny, amb una esquena més robusta i recta, i incorporant els accessoris al mateix motlle de fibra de vidre. Posteriorment es van reaprofitar pintant-los de gris i daurat.
El dissenyador Mike Tucker va crear nous models de dàlek per a les noves sèries (2005), que van ser construïts en fibra de vidre per l'empresa Cardiff-based Specialist Models.

## Desenvolupament
Amb la intenció de defugir la imatge típica d'extraterrestre d'un “home en una disfressa”, Terry Nation va indicar de forma expressa al primer guió on apareixien els dàleks que aquests no havien de tenir cames. Aquesta idea la va treure d'una representació del Ballet Nacional de Geòrgia en el qual els balladors sembla que llisquin sobre l'escenari gràcies a les llargues faldilles que porten. En algunes temporades els dàleks van ser portats per ballarins de ballet retirats que seien dins el dàlek i duien mitges negres. L'encarregat de dissenyar-los va ser Raymond Cusick després de descartar a Ridley Scott, llavors dissenyador de la BBC, a qui se li havia assignat inicialment la tasca. Al llibre Doctor Who—The Early Years (1986) de Jeremy Bentham hi ha una anècdota que explica que Cusick només va tenir una hora per crear el disseny del dàlek després que Nation li presentés el guió, i que va basar-se en uns esbossos d'un salers sobre la taula. Tanmateix, Cusick afirma que va fer un disseny similar a un home assegut en una cadira i que només va utilitzar el saler per mostrar com s'havia de moure.
En una entrevista al Daily Mirror de l'any 1964 Nation li va dir a un periodista que el nom de dàlek provenia del llom d'un diccionari o volum d'enciclopèdia on hi va llegir "Dal-Lek" (o, segons una altra versió, "Dal-Eks"). Més tard, va admetre que tant l'anècdota com l'origen del nom de dàlek eren completament ficticis i que qualsevol persona que hagués volgut comprovar-ne la veracitat no se n'hauria sortit. El nom, en realitat, només va sorgir de la màquina d'escriure. Més tard Nation es va sorprendre gratament en descobrir que en serbocroat la paraula "dalek" significa "llunyà" o "llunyà".
Nation va créixer durant la Segona Guerra Mundial i recordava molt bé la por que li van causar els bombardeigs alemanys. És per això que conscientment va basar els dàleks en els nazis, concebent l'espècie com figures sense rostre i autoritàries dedicades a la conquesta i la conformitat completa. Aquesta al·lusió es fa especialment evident a The Dalek Invasion of Earth (1964) i Genesis of the Daleks (1975).
Abans d'escriure la primera sèrie dels dàleks Nation va ser un guionista del comediant Tony Hancock, però va acabar renunciant o va ser acomiadat per les fortes desavinences entre els dos. Hancock va treballar en diverses propostes de sèries, una de les quals es deia From Plip to Plop, una història còmica del món que hauria acabat amb un apocalipsi nuclear i on els supervivents es veien obligats a viure carcasses robòtiques en forma de cubell d'escombraries i alimentar-se de radiació per sobreviure. Segons el biògraf Cliff Goodwin, quan Hancock va veure els dàleks, suposadament va cridar a la pantalla: "Aquest maleït Nation m’ha robat els robots!”.
El títol de les primeres històries de Doctor Who porta controvèrsia. La primera sèrie dels dàleks ha estat anomenada The Survivors (el títol de la pre-producció), The Mutants (el títol oficial en el moment de la producció i difusió, més tard pres per una altra història no relacionada), Beyond the Sun (utilitzada en alguna documentació de producció), The Dead Planet (el títol en pantalla del primer episodi de la sèrie), o simplement The Daleks.
L'atractiu instantani dels dàleks va agafar la BBC amb la guàrdia baixa i Doctor Who va esdevenir un fenomen nacional. Els nens estaven espantats i fascinats alhora per l'aspecte alienígena dels monstres, i l'oficina de producció del Doctor Who es va inundar de cartes i trucades demanant informació d'aquests éssers. Els articles de la premsa van parar atenció a la sèrie i en els dàleks, augmentant encara més la seva popularitat.
Nation compartia els drets de propietat intel·lectual amb la BBC i no podia vendre’ls a ningú més per contracte. Des de la mort de Nation (1997) part d'aquests drets els administra el seu agent Tim Hancock.
Els primers esbossos del què finalment es va convertir en la pel·lícula televisiva de Doctor Who (1996) incloïen uns nous dàleks amb potes d'aranya. La idea d'aquests “dàleks aranya” va ser abandonada però van aparèixer en diversos spin-offs.
Quan es van anunciar les noves temporades molts fans esperaven que els dàleks tornessin una vegada més al programa. En aquesta ocasió els hereus de Nation van demanar a la BBC uns nivells de control creatiu inacceptables pel que fa a l'aparença i als guions dels dàleks. Finalment es va aconseguir que apareguessin a la primera sèrie.